# Flughafen Smithers

i7
i11
i13
Smithers Airport ist ein Regionalflughafen in der kanadischen Provinz British Columbia. Er befindet sich seit dem 1. April 1999 im Eigentum der Stadt Smithers. Er liegt im nordöstlichen Teil der Stadt und hat eine Asphaltbahn für leichte bis mittelschwere Flugzeuge. Flüge können rund um die Uhr abgewickelt werden.

## Start- und Landebahn
Beim Anflug auf den Flughafen stehen folgende Navigations- und Landehilfen zur Verfügung: NDB, VOR / DME, PAPI
- Landebahn 13/31, Länge 2299 m, Breite 45 m, Asphalt[2]

## Service
Am Flughafen sind folgende Flugbenzinsorten erhältlich:
- AvGas (100LL)
- Kerosin (Jet A)

## Flugverbindungen
Hawkair fliegt einmal täglich nach Vancouver und Air Canada fliegt dieselbe Strecke zweimal täglich. Central Mountain Air fliegt einmal täglich nach Prince George, Kamloops, Kelowna und Terrace. Central Mountain Air bietet Charterflüge an. Northern Thunderbird Air fliegt mehrmals wöchentlich nach  Dease Lake. Highland Helicopters, Northern Thunderbird Air und Sustut Air bieten Charterflüge an.